# Doyiwé
Le doyiwé est un plat de haricot blanc consommé au Bénin surtout pendant les cérémonies de réjouissances telles : les fêtes de fin d'année, les baptêmes de nouveau-nés, les mariages. Si l'on le consomme généralement  lors des fêtes, c'est parce que c'est un plat qui met énormément du temps  à cuire (environ une 24h). C'est un plat qui demande beaucoup d'attention. Il peut se manger tout seul ou avec du riz, ou avec du gari,,,.

## Les ingrédients
Pour préparer le Doyiwé, il faut 500g de haricots blancs (cassoulet), de la viande, des carottes, de l'oignon, de la purée de tomate, de l'huile, du gingembre, du sel, du poivre et des feuilles de laurier,,,,.